# Najane Kyun
«Najane Kyun» (урду نہ جانے کیوں‎, дословный перевод: «Не знаю, почему») — песня пакистанской группы Strings, выпущенная в 2004 году для саундтрека к супергеройскому фильму «Человек-паук 2». Этот трек создавался как эксклюзив для пакистанской версии саундтрека. Также песня вошла в четвёртый студийный альбом Strings под названием Dhaani, релиз которого состоялся в 2003 году.

## Предыстория
В июне 2004 года к Strings обратились руководители Columbia TriStar Films в Индии, дочерней компании их звукозаписывающей компании, с предложением написать песню для саундтрека к индийской версии голливудского блокбастера «Человек-паук 2». Из-за частых выступлений Strings в Индии Columbia ошибочно приняла её за индийскую группу.
Вскоре после этого к Strings обратился индийский режиссёр Санджай Гупта, известный по постановке «Зинды» (2006), ремейка классического южнокорейского фильма «Олдбой» (2003) с предложением написать трек. Максуд написал для фильма песню под названием «Zinda». На съёмках клипа дуэт сотрудничал с двумя профессиональными актёрами из Болливуда; там же зародилась их дружба с Джоном Абрахамом и Санджаем Даттом.

## Трек-лист
Слова и музыка всех песен — Strings.
| №  | Название             | Длительность |
| -- | -------------------- | ------------ |
| 1. | «Najane Kyun»        | 5:10         |
| 2. | «Najane Kyun» (Клип) | 4:05         |